# شب مردگان زنده
شب مردگان زنده (به انگلیسی: Night of the Living Dead) فیلمی مستقل به مدت ۹۶ دقیقه در ژانر ترسناک به کارگردانی جرج رومرو با بازی دوین جونز است.

## خلاصه داستان
پیتسبرگ ، به دنبال سقوط یک ماهواره در گورستانی دور افتاده، مردگان گرسنه تحت تاثیر امواج رادیویی زنده شده به «باربارا»  و «جانی» ، خواهر و برادری جوان بهمراه گروهی دیگر در یک مزرعه قدیمی حمله می کنند تا گوشت آنان را به نیش بکشند...